# Маргелов, Василий Филиппович
Васи́лий Фили́ппович Марге́лов (14 [27] декабря 1908, Екатеринослав — 4 марта 1990, Москва) — советский военачальник, командующий Воздушно-десантными войсками в 1954—1959 и 1961—1979 годах, генерал армии (1967), Герой Советского Союза (1944), лауреат Государственной премии СССР (1975), кандидат военных наук (1968).

## Биография

### Юношеские годы
Василий Маркелов (впоследствии Маргелов) родился 14 (27) декабря 1908 года в городе Екатеринослав (ныне Днепр, Украина) в семье выходцев из Белоруссии. Отец — Филипп Иванович Маркелов, рабочий-металлург (фамилия Маркелов у Василия Филипповича впоследствии была записана как Маргелов из-за ошибки в партбилете).
В 1913 году семья Маркеловых вернулась на родину Филиппа Ивановича — в местечко Костюковичи Климовичского уезда Могилёвской губернии. Мать В. Ф. Маргелова, Агафья Степановна, была родом из соседнего Бобруйского уезда Минской губернии. По некоторым сведениям, В. Ф. Маргелов в 1921 году окончил церковно-приходскую школу. Подростком работал грузчиком, плотником. В том же году поступил учеником в кожевенную мастерскую, вскоре стал помощником мастера. В 1923 году поступил чернорабочим в местный «Хлебопродукт». Имеются сведения о том, что окончил школу сельской молодёжи, и работал экспедитором по доставке почтовых отправлений на линии Костюковичи — Хотимск. С 1924 года работал в Екатеринославе на шахте имени М. И. Калинина чернорабочим, затем коногоном. В 1925 году направлен вновь в Белорусскую ССР, лесником в леспромхоз. Работал в Костюковичах, в 1927 году стал председателем рабочего комитета леспромхоза, избран в местный совет.

### Начало службы
В 1928 году был призван в Красную армию. Направлен учиться в Объединённую белорусскую военную школу в Минске, зачислен в группу снайперов. Со II-го курса — старшина пулемётной роты. Член ВКП(б) с 1929 года. В апреле 1931 года с отличием окончил Объединённую белорусскую военную школу. Назначен командиром пулемётного взвода полковой школы 99-го стрелкового полка 33-й Белорусской стрелковой дивизии (г. Могилёв). С 1933 года — командир взвода в Объединённой белорусской военной школе. В феврале 1934 года назначен помощником командира роты, в мае 1936 года — командиром пулемётной роты. С 25 октября 1938 года командовал 2-м батальоном 23-го стрелкового полка 8-й Минской стрелковой дивизии им. Дзержинского Белорусского Особого военного округа. Возглавлял разведку 8-й стрелковой дивизии, будучи на должности начальника 2‑го отделения штаба дивизии. На этой должности участвовал в Польском походе РККА в 1939 году.

### В годы войн
В годы советско-финляндской войны (1939—1940) командовал Отдельным разведывательным лыжным батальоном 596-го стрелкового полка 122-й дивизии (первоначально была размещена в Бресте, в ноябре 1939 года направлена в Карелию). Во время одной из операций взял в плен офицеров шведского Генерального штаба.
После окончания советско-финляндской войны назначен на должность помощника командира 596-го полка по строевой части. С октября 1940 года — командир 15-го отдельного дисциплинарного батальона Ленинградского военного округа (15-й одисб, Новгородская область). В начале Великой Отечественной войны, в июле 1941 года, назначен командиром 3-го стрелкового полка 1-й дивизии народного ополчения Ленинградского фронта (основу полка составили бойцы бывшего 15-го одисб).
21 ноября 1941 года назначен командиром 1-го Особого лыжного полка моряков Балтийского флота. Вопреки разговорам о том, что Маргелов «не приживётся», морпехи приняли командира, что особенно подчёркивало обращение к нему по флотскому эквиваленту звания «майор» — «Товарищ капитан 3-го ранга». Впоследствии, став командующим ВДВ, в знак того, что десантники переняли славные традиции старшего брата — морской пехоты и с честью их продолжали, Маргелов добился, чтобы десантники получили право носить тельняшки; но, дабы подчеркнуть принадлежность к небу, у десантников они голубого цвета.
С июля 1942 года — командир 13-го гвардейского стрелкового полка, начальник штаба и заместитель командира 3-й гвардейской стрелковой дивизии. После ранения командира дивизии К. А. Цаликова командование на время его лечения перешло к начальнику штаба Василию Маргелову. Под руководством Маргелова 17 июля 1943 года бойцы 3-й гвардейской дивизии прорвали две линии обороны гитлеровцев на Миус-фронте, овладели селом Степановка и обеспечили плацдарм для штурма Саур-Могилы.
С 1944 года — командир 49-й гвардейской стрелковой дивизии 28-й армии 3-го Украинского фронта. Руководил действиями дивизии при форсировании Днепра и освобождении Херсона, за что в марте 1944 года был удостоен звания Героя Советского Союза. Под его командованием 49-я гвардейская стрелковая дивизия участвовала в освобождении Юго-Восточной Европы.
За время войны командир Маргелов был десять раз упомянут в благодарственных приказах Верховного Главнокомандующего. На Параде Победы в Москве гвардии генерал-майор Маргелов командовал батальоном в сводном полку 2-го Украинского фронта.

### В воздушно-десантных войсках

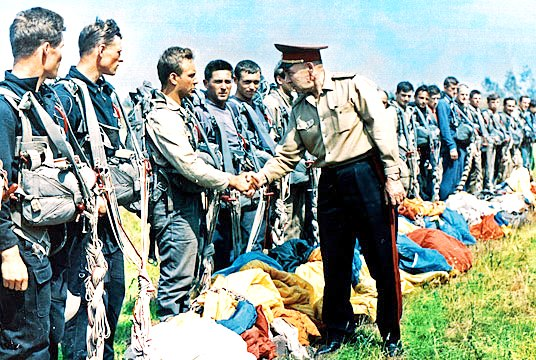
В. Ф. Маргелов

После войны — на командных должностях. В 1948 году окончил Высшую военную академию имени К. Е. Ворошилова, и 30 апреля этого года назначен командиром 76-й гвардейской Черниговской Краснознамённой воздушно-десантной дивизии (Псков).
С апреля 1950 по май 1952 и с апреля 1953 по июнь 1954 года — командир 37-го гвардейского Свирского Краснознамённого воздушно-десантного корпуса (Дальний Восток).
С июня 1954 по 1959 год — командующий воздушно-десантными войсками. В марте 1959 года после ЧП в артиллерийском полку 76-й воздушно-десантной дивизии (часовой расстрелял сослуживцев) был понижен в должности до первого заместителя командующего ВДВ. С июля 1961 по январь 1979 года — вновь командующий ВДВ.
28 октября 1967 года ему было присвоено воинское звание «генерал армии». Руководил действиями ВДВ при вводе войск в Чехословакию (Операция «Дунай»).
С января 1979 года — в группе генеральных инспекторов Министерства обороны СССР. Выезжал в командировки в войска ВДВ, был председателем Государственной экзаменационной комиссии в Рязанском воздушно-десантном училище.
За время службы в ВДВ совершил более шестидесяти прыжков с парашютом, последний из них — в 65-летнем возрасте.
Жил и работал в Москве.
Скончался 4 марта 1990 года. Похоронен на Новодевичьем кладбище в Москве (11 уч.).

## Вклад в становление и развитие ВДВ
Генерал Павел Федосеевич Павленко:

В истории Воздушно-десантных войск, да и в вооружённых силах России и других стран бывшего Советского Союза его имя останется навсегда. Он олицетворял целую эпоху в развитии и становлении ВДВ, с его именем связаны их авторитет и популярность не только в нашей стране, но и за рубежом...
...В. Ф. Маргелов понял, что в современных операциях успешно действовать в глубоком тылу противника смогут только высокомобильные, способные к широкому манёвру десанты. Он категорически отверг установку на удержание захваченного десантом района до подхода наступающих с фронта войск методом жёсткой обороны как пагубную, ибо в этом случае десант будет быстро уничтожен.

Полковник Николай Фёдорович Иванов:

Под более чем двадцатилетним началом Маргелова десантные войска стали одними из самых мобильных в боевой структуре Вооружённых сил, престижных службой в них, особо почитаемых в народе... Фотография Василия Филипповича в дембельские альбомы шла у солдат по самой высокой цене — за комплект нагрудных знаков. Конкурс в Рязанское воздушно-десантное училище перекрывал цифры ВГИКа и ГИТИСа, а срезавшиеся на экзаменах абитуриенты по два-три месяца, до снегов и морозов, жили в лесах под Рязанью в надежде, что кто-то не выдержит нагрузок и можно будет занять его место. Дух войск витал настолько высоко, что вся остальная Советская армия зачислялась в разряд «соляры» и «шурупов».
— Н. Ф. Иванов «Операцию «Шторм» начать раньше…»
Посмотрев в 1964 году фильм «Такова спортивная жизнь», Маргелов распорядился ввести регби в программу подготовки десантников.

### Теория боевого применения
В военной теории считалось, что после немедленного использования ядерных ударов и для сохранения высоких темпов наступления необходимо широкое применение воздушных десантов. В этих условиях Воздушно-десантные войска должны были полностью соответствовать военно-стратегическим целям войны и отвечать военно-политическим целям государства.
По словам командующего Маргелова:

«Чтобы выполнять свою роль в современных операциях надо, чтобы наши соединения и части были высокоманёвренными, укрытыми бронёй, обладали достаточной огневой эффективностью, хорошо управляемы, способны десантироваться в любое время суток и быстро переходить к активным боевым действиям после приземления. Вот, по большому счёту, идеал, к которому мы должны стремиться.»
Для достижения поставленных целей под руководством Маргелова была разработана концепция роли и места ВДВ в современных стратегических операциях на различных театрах военных действий. На эту тему Маргеловым написан ряд работ, а 4 декабря 1968 года успешно защищена кандидатская диссертация (присуждена учёная степень кандидата военных наук решением Совета Военной ордена Ленина Краснознамённой ордена Суворова академии им. М. В. Фрунзе). В практическом плане регулярно проводились учения и командирские сборы ВДВ.

### Вооружение
Необходимо было преодолевать разрыв между теорией боевого применения ВДВ и сложившейся организационной структурой войск, а также возможностями военно-транспортной авиации. Вступив в должность Командующего, Маргелов получил войска, состоящие, в основном, из пехоты с лёгким вооружением и военно-транспортной авиации как составной части ВДВ, которая была оснащена самолётами Ли-2, Ил-14, Ту-2 и Ту-4 с существенно ограниченными десантными возможностями. Фактически ВДВ не были способны решать крупные задачи в военных операциях.
Маргелов инициировал создание и серийное производство на предприятиях военно-промышленного комплекса средств десантирования, тяжёлых парашютных платформ, парашютных систем и тары для десантирования грузов, грузовых и людских парашютов, парашютных приборов. «Технике не прикажешь, поэтому добивайтесь создания в КБ, промышленности, в ходе испытаний надёжных парашютов, безотказной работы тяжёлой воздушно-десантной техники», — говорил Маргелов при постановке задач своим подчинённым.
Для десантников создавались модификации стрелкового оружия, упрощающие его десантирование на парашюте — меньший вес, складывающийся приклад.

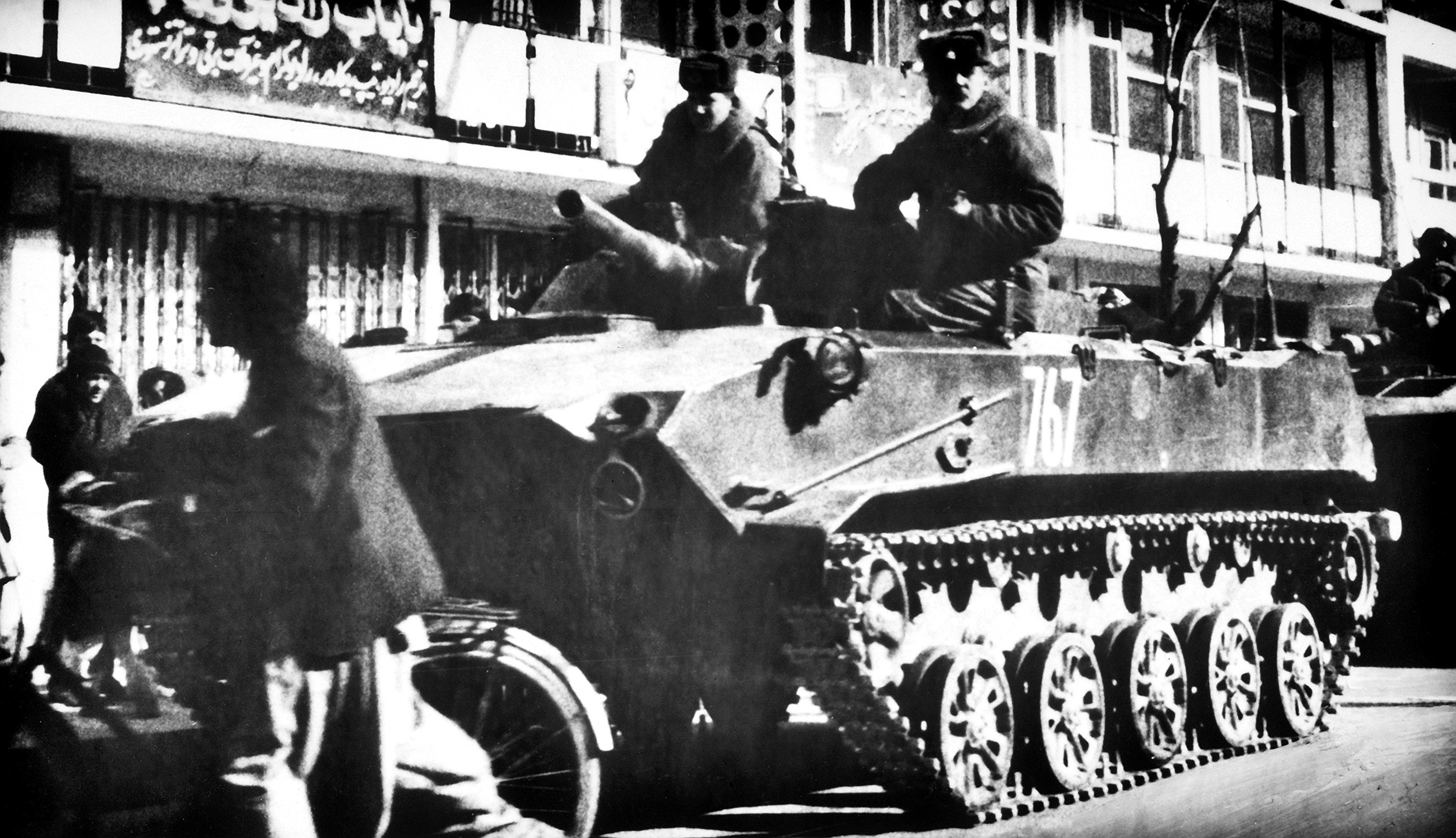
Советские десантники на БМД-1, Афганистан, 1986.

Специально для нужд ВДВ в послевоенные годы разрабатывалась и модернизировалась новая боевая техника: авиадесантная самоходная артиллерийская установка АСУ-76 (1949), лёгкая АСУ-57 (1951), плавающая АСУ-57П (1954), самоходная установка АСУ-85, гусеничная боевая машина Воздушно-десантных войск БМД-1 (1969). После поступления первых партий БМД-1 в войска были прекращены попытки десантирования БМП-1, которые не увенчались успехом. Также было разработано семейство вооружения на её базе: артиллерийские самоходные орудия «Нона», машины управления огнём артиллерии, командно-штабные машины Р-142, радиостанции дальней связи Р-141, противотанковые комплексы, разведывательная машина. Зенитные части и подразделения также оснащались бронетранспортёрами, на которых размещались расчёты с переносными комплексами и боезапасом.

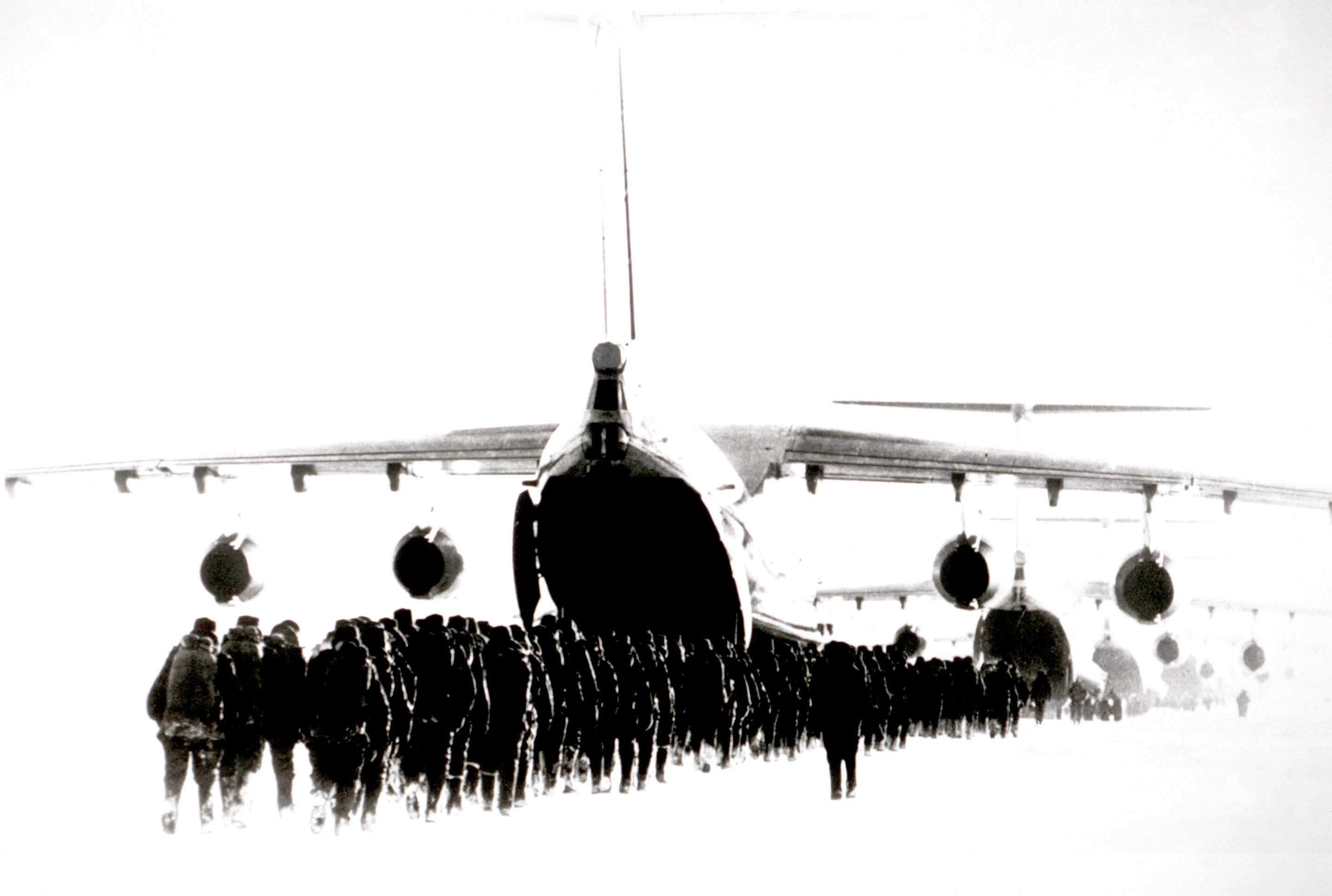
Посадка десантников в Ил-76, 1984.

К концу 1950-х годов были приняты на вооружение и поступили в войска новые самолёты Ан-8 и Ан-12, которые обладали грузоподъёмностью до 10-12 тонн и достаточной дальностью полёта, что делало возможным десантирование больших групп личного состава со штатной боевой техникой и вооружением. Позднее стараниями Маргелова Воздушно-десантные войска получили новые военно-транспортные самолёты — Ан-22 и Ил-76.
В конце 1950-х годов на вооружении войск появились парашютные платформы ПП-127, предназначенные для десантирования парашютным способом артиллерии, автотранспорта, радиостанций, инженерной техники и другого. Были созданы парашютно-реактивные средства десантирования, которые за счёт создаваемой двигателем реактивной тяги позволяли приблизить скорость приземления груза к нулю. Такие системы позволяли значительно удешевить десантирование за счёт отказа от большого количества куполов большой площади.
5 января 1973 года на парашютодроме ВДВ «Слободка» под Тулой впервые в мировой практике в СССР было произведено десантирование на парашютно-платформенных средствах в комплексе «Кентавр» с военно-транспортного самолёта Ан-12Б гусеничной боевой бронированной машины БМД-1 с двумя членами экипажа на борту. Командиром экипажа был подполковник Леонид Гаврилович Зуев, а оператором-наводчиком — старший лейтенант Александр Васильевич Маргелов.
23 января 1976 года, также впервые в мировой практике, десантированная из того же типа самолёта, произвела мягкую посадку БМД-1 на парашютно-реактивной системе в комплексе «Реактавр» также с двумя членами экипажа на борту — майором Маргеловым Александром Васильевичем и подполковником Щербаковым Леонидом Ивановичем. Из-за ограниченности внутреннего пространства БМД оказалось невозможным нахождение в ней экипажа с парашютами, поэтому десантирование производилось без индивидуальных средств спасения, что значительно увеличивало риск. Известно, что Василий Филиппович во время десантирования сына находился на командном пункте с заряженным пистолетом наготове, чтобы в случае неудачи застрелиться. За это время он выкурил больше пачки папирос. Через двадцать лет за подвиг 1970-х годов обоим офицерам-испытателям было присвоено звание Героя России.

## Семья
- Отец — Филипп Иванович Маргелов (Маркелов) — рабочий-металлург, в Первой мировой войне стал кавалером двух Георгиевских крестов.
- Мать — Агафья Степановна, была родом из Бобруйского уезда.
- Два брата — Иван (старший), Николай (младший) и сестра Мария.

В. Ф. Маргелов был женат трижды:
- Первая жена — Мария, оставила мужа и сына (Геннадия).
- Вторая жена — Феодосия Ефремовна Селицкая (мать Анатолия и Виталия).
- Третья жена — Анна Александровна Куракина, врач. Познакомились в годы Великой Отечественной войны. Она послужила прототипом памятника фронтовой медсестре, установленного в 2017 г. в районе Печатники (Москва)[17].

Пятеро сыновей:
- Геннадий Маргелов (1931—2016) — генерал-майор.
- Анатолий Маргелов (1938—2008) — доктор технических наук, профессор, соавтор более 100 изобретений в сфере ВПК.
- Виталий Маргелов (1941—2021) — профессиональный разведчик, сотрудник КГБ СССР и СВР России, позже — общественно-политический деятель; генерал-полковник, депутат Государственной думы.
  - внук Михаил Маргелов (р. 1964) — государственный и политический деятель.
- Василий Маргелов (1945—2010) — майор в отставке; первый заместитель директора Дирекции международных связей Российской государственной радиовещательной компании «Голос России» (РГРК «Голос России»).
- Александр Маргелов (1945—2016) — офицер ВДВ, полковник в отставке. 29 августа 1996 года «за мужество и героизм, проявленные при испытании, доводке и освоении специальной техники» (десантирование внутри БМД-1 на парашютно-реактивной системе в комплексе «Реактавр», проведённое впервые в мировой практике в 1976 году), удостоен звания Героя Российской Федерации. Выйдя в отставку, работал в структурах Рособоронэкспорта.

Братья-близнецы Василий и Александр в 2003 году в соавторстве написали книгу о своём отце — «Десантник № 1 генерал армии Маргелов».

## Награды и звания

### Награды СССР
- Медаль «Золотая Звезда» за № 3414 Героя Советского Союза (19.03.1944);
- Четыре ордена Ленина (21.03.1944, 03.11.1953, 26.12.1968, 26.12.1978);
- Орден Октябрьской Революции (04.05.1972);
- Два ордена Красного Знамени (03.02.1943, 20.06.1949);
- Орден Суворова II степени (28.04.1944), изначально был представлен к ордену Ленина[18];
- Два ордена Отечественной войны I степени (25.01.1943, 11.03.1985);
- Орден Красной Звезды (03.11.1944);
- Два Ордена «За службу Родине в Вооружённых Силах СССР» II (14.12.1988)[19] и III степени (30.04.1975);
- Медали
- Знак «50 лет пребывания в КПСС»

Приказы (благодарности) Верховного Главнокомандующего, в которых отмечен В. Ф. Маргелов.
- За форсирование реки Днепр в нижнем течении, и овладении городом Херсон — крупным узлом железнодорожных и водных коммуникаций и важным опорным пунктом обороны немцев у устья реки Днепр. 13 марта 1944 года. № 83.
- За овладение штурмом крупным областным и промышленным центром Украины городом Николаев — важным железнодорожным узлом, одним из крупнейших портов на Чёрном море и сильным опорным пунктом обороны немцев у устья Южного Буга. 28 марта 1944 года. № 96.
- За овладение штурмом на территории Венгрии городом и крупным железнодорожным узлом Сольнок — важным опорным пунктом обороны противника на реке Тисса. 4 ноября 1944 года. № 209.
- За прорыв сильно укреплённой обороны противника юго-западнее Будапешта, овладение штурмом городами Секешфехервар и Бичке — крупными узлами коммуникаций и важными опорным пунктами обороны противника. 24 декабря 1944 года. № 218.
- За полное овладение столицей Венгрии городом Будапешт — стратегически важным узлом обороны немцев на путях к Вене. 13 февраля 1945 года. № 277.
- За прорыв сильно укреплённой обороны немцев в горах Вэртэшхедьшэг, западнее Будапешта, разгром группы немецких войск в районе Естергома, а также овладение городами Естергом, Несмей, Фельше-Галла, Тата. 25 марта 1945 года. № 308.
- За овладение городом и важным узлом дорог Мадьяровар и городом и железнодорожной станцией Кремница — сильным опорным пунктом обороны немцев на южных склонах хребта Велькафатра. 3 апреля 1945 года. № 329.
- За овладение городами и важными железнодорожными узлами Малацки и Брук, а также городами Превидза и Бановце — сильными опорными пунктами обороны немцев в полосе Карпат. 5 апреля 1945 года. № 331.
- За окружение и разгром группы немецких войск, пытавшейся отступить от Вены на север, и овладение при этом городами Корнейбург и Флоридсдорф — мощными опорными пунктами обороны немцев на левом берегу Дуная. 15 апреля 1945 года. № 337.
- За овладение в Чехословакии городами Яромержице и Зноймо и на территории Австрии городами Голлабрунн и Штоккерау — важными узлами коммуникаций и сильными опорными пунктами обороны немцев. 8 мая 1945 года. № 367.

### Награды иностранных государств
НРБ:
- Орден Народной Республики Болгария 2-й степени (Указ № 1136 — 20.09.1969)
- Медаль «90 лет со дня рождения Георгия Димитрова» (Указ № 364 — 22.02.1974)
- Медаль «100 лет освобождения Болгарии от османского ига» (Указ № 014927, № 2026—1978)
- Медаль «100 лет со дня рождения Георгия Димитрова» (Указ № 450—1982)
- Медаль «40 лет Победы над гитлеровским фашизмом» (Указ № 122 — 29.09.1985)

 ВНР:
- звезда и знак ордена Заслуг Венгерской Народной Республики 3-й степени (04.04.1950)
- медаль «Братство по оружию» золотой степени (29.09.1985)

 ГДР:
- орден «Звезда дружбы народов» в серебре (23.02.1978)
- Медаль «Артур Беккер» в золоте (23.05.1980)

 Китай:
- медаль «Китайско-советской дружбы» (23.02.1955)

 Куба:
- Медаль «20 лет ВС Кубы» (Указ № 16670 — 22.02.1978)
- Медаль «30 лет ВС Кубы» (08.12.1986)

 МНР:
- орден Боевого Красного знамени (07.06.1971)
- Медаль «30 лет победы на Халхин-Голе» (Указ № 1176 — 15.08.1968)
- Медаль «40 лет победы на Халхин-Голе» (Указ № 361 — 26.11.1979)
- Медаль «50 лет МНР» (Указ № 262, п/п Ж. Самбу — 16.12.1971)
- Медаль «60 лет МНР» (п/п Ю.Цеденбалом — 29.12.1982)
- Медаль «50 лет УАХБ» (местное КГБ)
- Медаль «50 лет ВС МНР» (Указ № 82, п/п Ж. Самбу — 15.03.1974
- Медаль «30 лет победы над Японией» (Указ № 3, п/п Ю. Цеденбалом — 10.08.1975)

 ПНР:
- медаль «За Одру, Нису и Балтику» (07.05.1985)
- медаль «Братство по оружию» (12.10.1988)
- Офицер ордена Возрождения Польши (06.11.1973)

 СР Румыния:
- орден Тудора Владимиреску 2-й (01.10.1974) и 3-й (24.10.1969) степени
- Медаль «25 лет освобождения Румынии» (Указ № 739 — 03.11.1969)
- Медаль «30 лет освобождения Румынии» (Указ № 216 — 21.06.1974)

 США:
- орден «Легион Почёта» степени офицера (10.05.1945)
- медаль «Бронзовая звезда» (10.05.1945)

 Чехословакия:
- Орден Клемента Готвальда (05.05.1975)[20]
- медаль «За укрепление дружбы по оружию» 1-й степени (1970)
- Медаль «50 лет Компартии Чехословакии»
- Медаль «30 лет освобождения Чехословакии Советской армией» (1975)

### Почётные звания
- Герой Советского Союза (1944).
- Лауреат Государственной премии СССР (1975).
- Почётный гражданин города Херсона[21].
- Почётный солдат воинской части[22].

## Труды
- Маргелов В. Ф. Воздушно-десантные войска. — М.: Знание, 1977. — 64 с.
- Маргелов В. Ф. Советские Воздушно-десантные. — 2-е изд. — М.: Военное издательство, 1986. — 64 с.

## Память

Памятник В. Ф. Маргелову на Новодевичьем кладбище Москвы

- В 2014 году в главном здании штаба Воздушно-десантных войск открыт кабинет-музей Василия Маргелова[23].
- Приказом Министра обороны СССР от 20 апреля 1985 года В. Ф. Маргелов зачислен Почётным солдатом в списки 76-й Псковской дивизии ВДВ[24].
- Приказом Министра обороны Российской Федерации № 182 от 6 мая 2005 года учреждена ведомственная медаль Министерства обороны Российской Федерации «Генерал армии Маргелов»[25]. В том же году, на доме в Москве, в переулке Сивцев Вражек, где Маргелов прожил последние 20 лет своей жизни, установлена мемориальная доска.
- Ежегодно в день рождения В. Ф. Маргелова 27 декабря во всех городах России военнослужащие Воздушно-десантных войск отдают дань памяти Василию Маргелову[26].
- Имя генерала армии В. Ф. Маргелова носит Рязанское гвардейское высшее воздушно-десантное командное училище.
- В 2022 году на Аллее славы в Адлере был открыт бюст Маргелову[27].
- 2 августа 2023 года в Комсомольске-на-Амуре был открыт бюст Маргелову.
- В Санкт-Петербурге есть сквер имени В. Маргелова.

## Памятники
Памятники В. Ф. Маргелову установлены:
- Псков: бюст на территории 76-й десантно-штурмовой дивизии
- В Белоруссии: Костюковичи, Витебск (бюст на территории 103-й отдельной гвардейской воздушно-десантной бригады), Брест (бюст на территории 38-й отдельной гвардейской десантно-штурмовой бригады), Боровуха (памятная доска на доме офицеров), Речица (бюст у здания ГУО «Речицкая районная гимназия имени В. Ф. Маргелова»).
- В Молдавии: Кишинёв
- В России: Алатырь (бюст), Ангарск (бюст), Астрахань (бюст) в микрорайоне Юго-Восток-3, Бронницы (бюст), Владикавказ (бюст на территории Мемориала Славы)[28], Воронеж (бюст в парке «Победа» на месте высадки первого парашютного десанта), г. Вятские Поляны,  Горно-Алтайск, Екатеринбург, Иваново, п. Истомино Балахнинского района Нижегородской области, Камышин (бюст на территории 56-й отдельной гвардейской десантно-штурмовой бригады), Ковров (бюст), Краснодар (школа № 6 имени Маргелова), [http://krp.rk.gov.ru/rus/index.htm/news/315188.htm (недоступная+ссылка) Красноперекопск], Омск (три памятника: в посёлке Светлый[29] и на территории Омского кадетского корпуса[30]), село Песчанокопское Ростовской области, Петрозаводск, Рязань (два памятника; один из них находится на территории училища ВДВ, другой — в сквере в непосредственной близости от КПП этого училища) и Сельцы (учебный центр училища ВДВ под Рязанью), Рыбинск Ярославской области (бюст)[http://tvzvezda.ru/news/forces/content/201608021640-wyow.htm], Санкт-Петербург (в сквере имени Маргелова В. Ф.), Славянск-на-Кубани, Сургут, Смоленск (на территории мемориального комплекса «Памяти смолян, павших при исполнении служебного долга») ,Таганрог,Тверь, Тула, Тюмень, Ульяновск, Липецк, Холм (Новгородская область), Кунгур (памятник на территории МАОУ «СОШ № 12 имени В. Ф. Маргелова»), Кострома (бюст на территории 331 гв. пдп)[31], село Высоцкое Петровского района Ставропольского края (бюст)[32], улица Маргелова в Москве (памятник), Бронницы Московской области (бюст на центральной городской площади), Усинск[33], Феодосия (бюст на территории Комсомольского парка), Ханты-Мансийск (Парк Победы), Орёл (бюст в сквере Героев-десантников), Чебоксары (бюст в мемориальном парке Победы), Малоярославец Калужской области (бюст в центральном сквере у Кургана Славы).
- Украина: Донецк, Днепропетровск, Житомир (в расположении 95-й оаэмбр), Кривой Рог, Львов (в расположении 80-й оаэмбр), Сумы, Херсон, Симферополь, Мариуполь.

### Галерея

Памятник Маргелову В. Ф. в Екатеринбурге
Бюст В. Ф. Маргелова в Таганроге
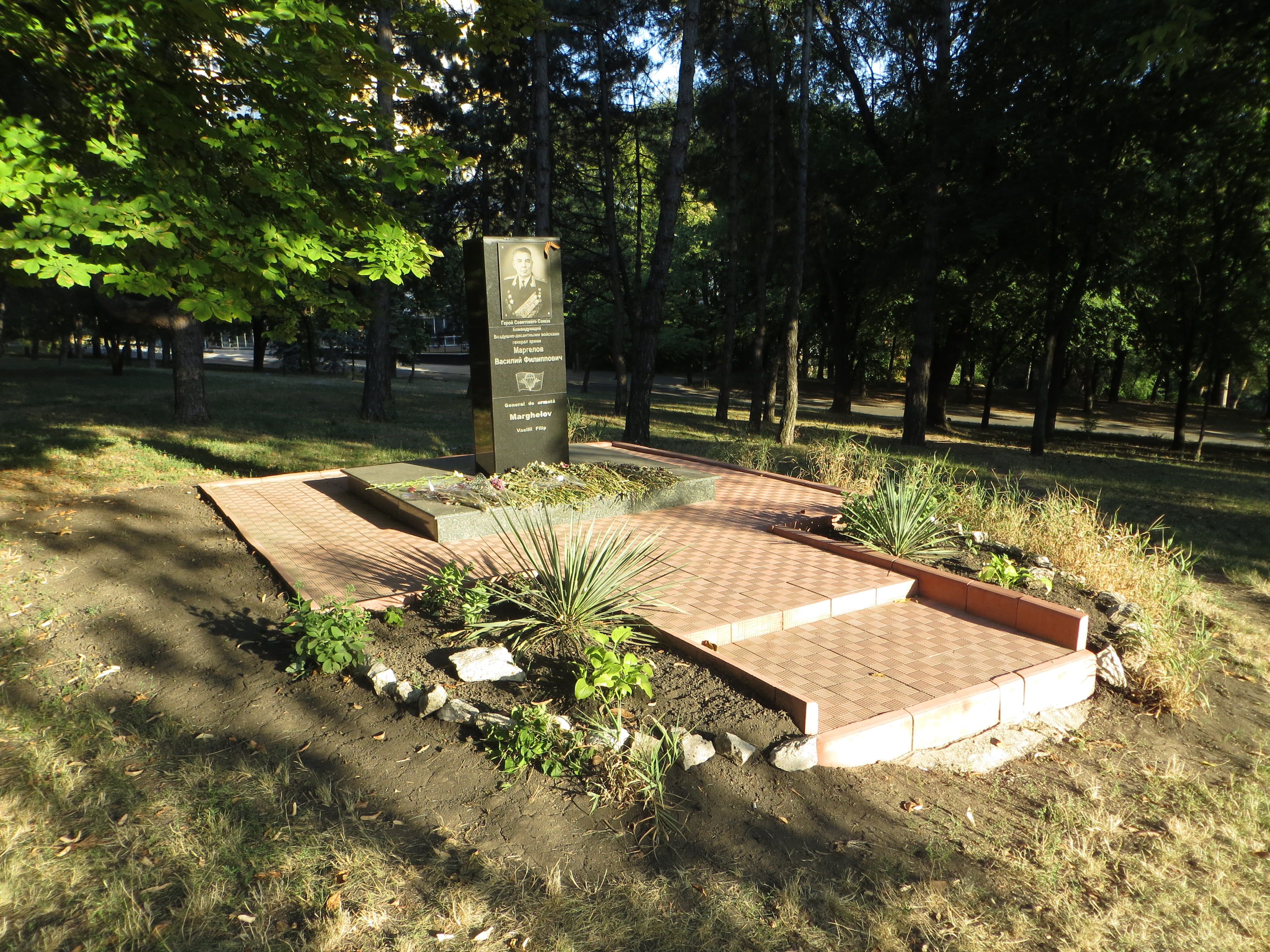
Памятник Маргелову В. Ф. в Кишинёве
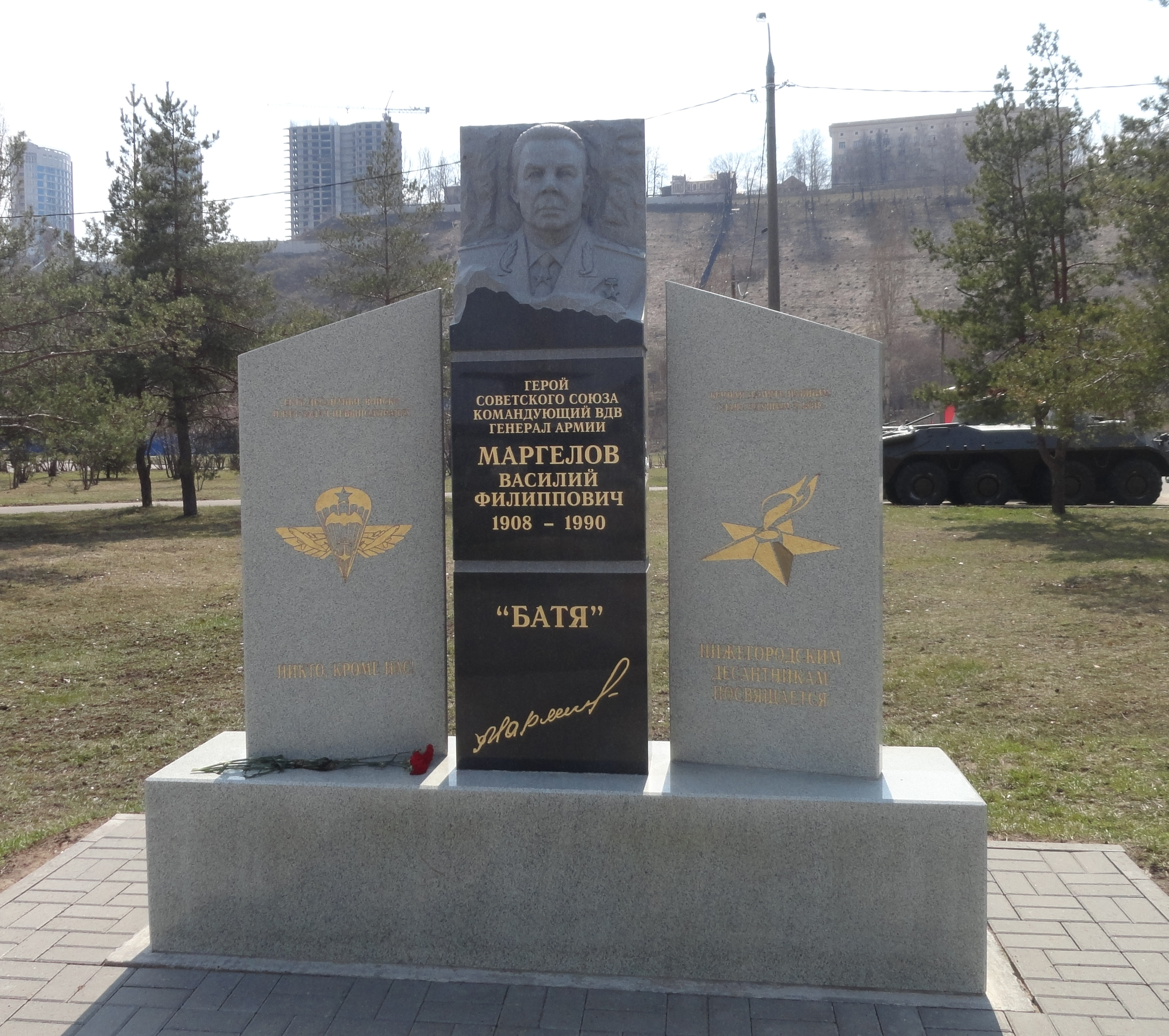
Памятник Маргелову В. Ф. в Нижнем Новгороде
Бюст Маргелову В. Ф. в Бронницах Московской области
Бюст Маргелову В. Ф. в Симферополе
Бюст Маргелову В. Ф. в Рыбинске
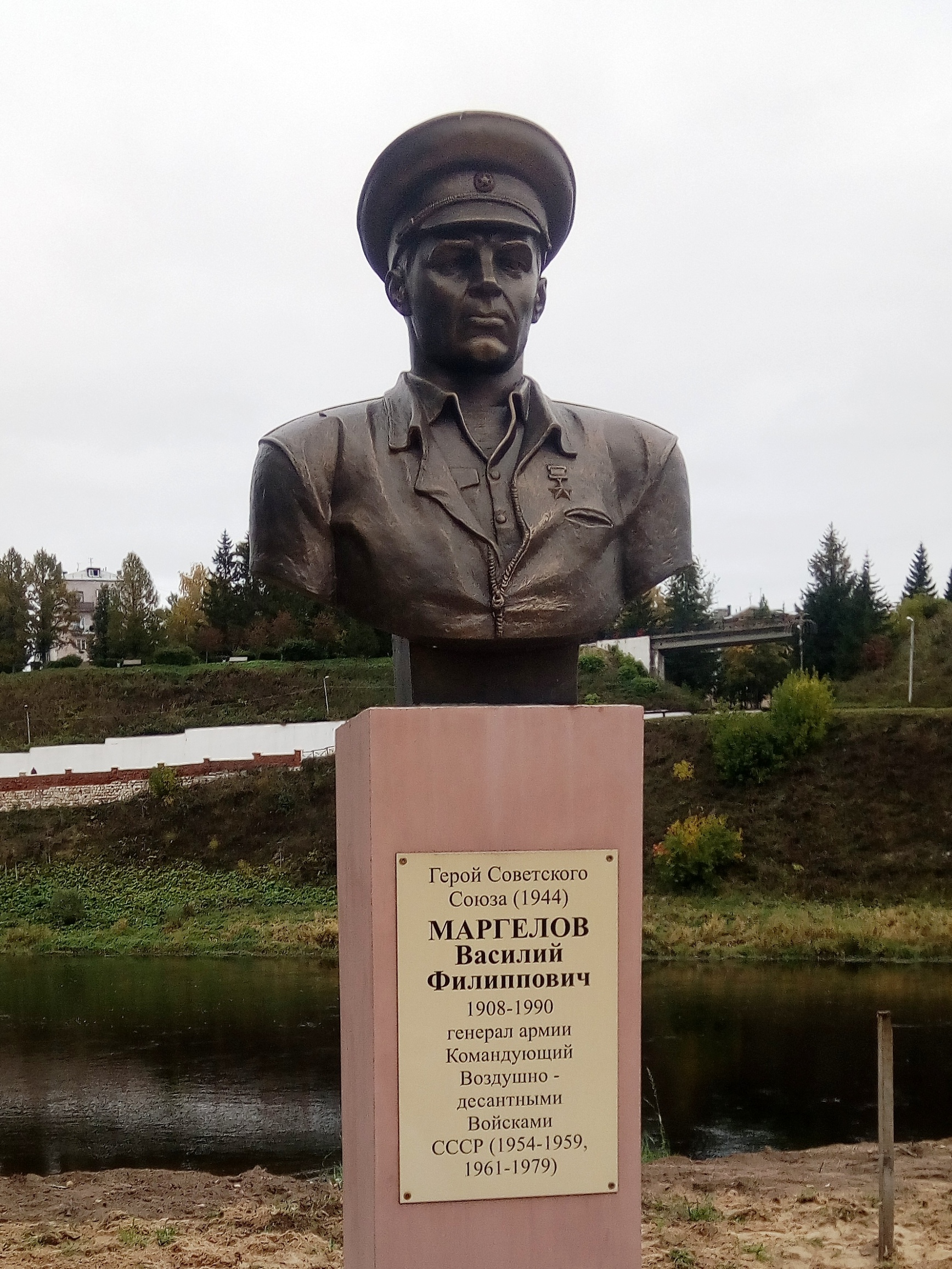
Бюст Маргелову В. Ф. во Ржеве
Памятник Маргелову В. Ф. в селе Песчанокопское Ростовской области
Мемориальная доска в Таганроге на доме № 86 по Петровской улице, где жил В. Ф. Маргелов.
Памятник Маргелову В. Ф. на Сичеславской набережной (город Днепр)
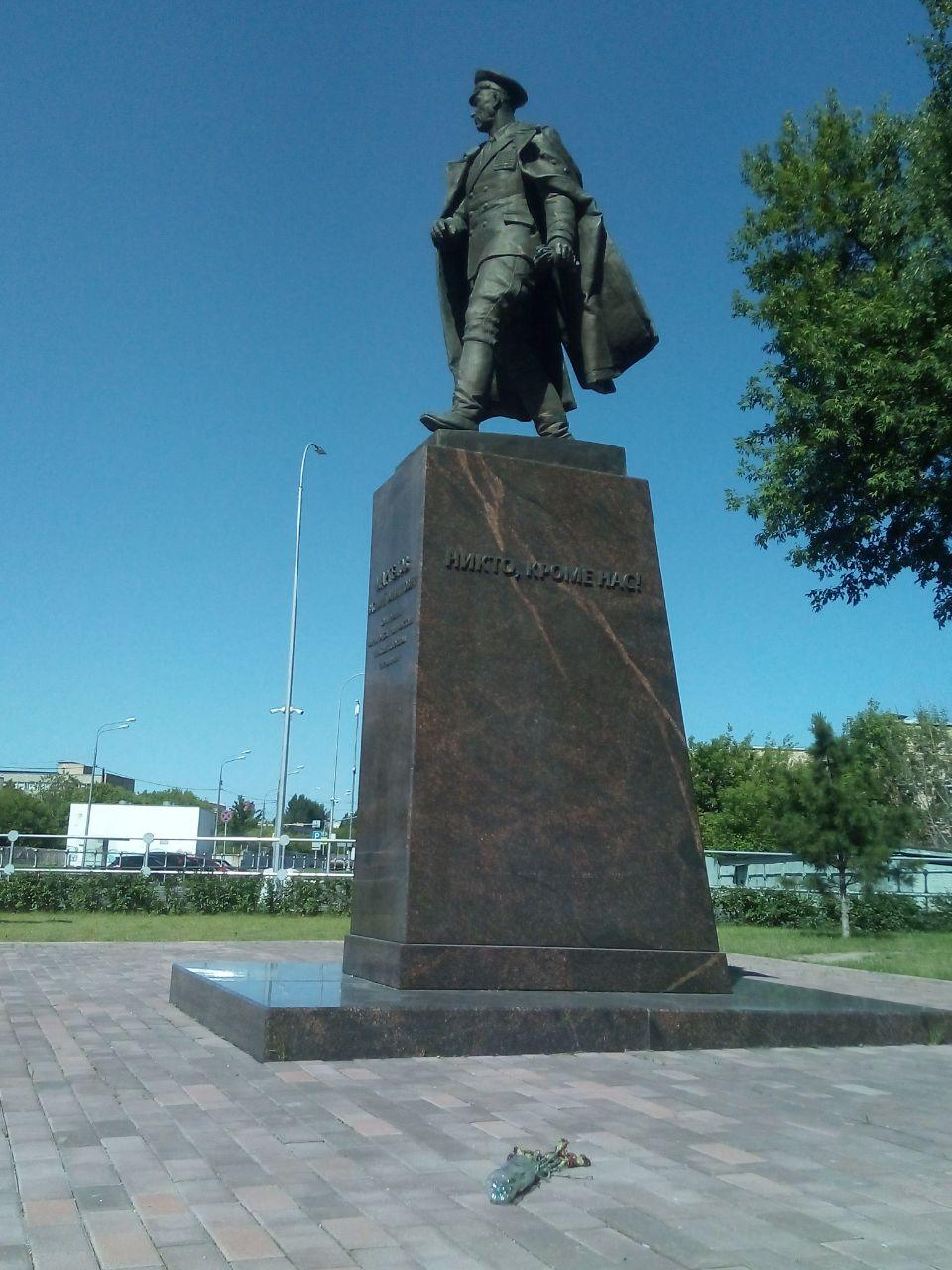
Памятник Маргелову В. Ф. на одноимённой улице в Москве
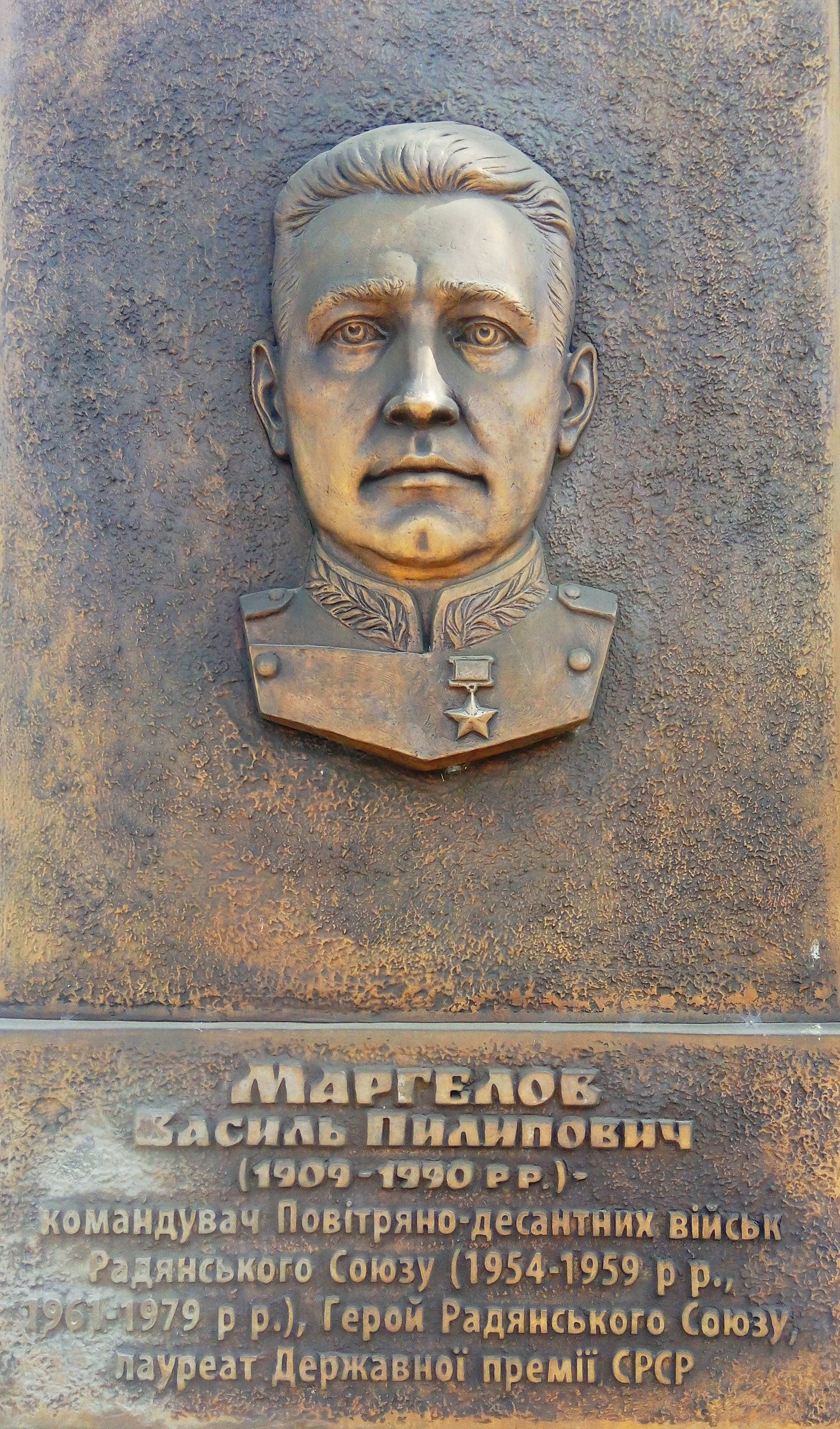
Бронзовый барельеф Маргелову В. Ф. на Казацкой площади (город Днепр)
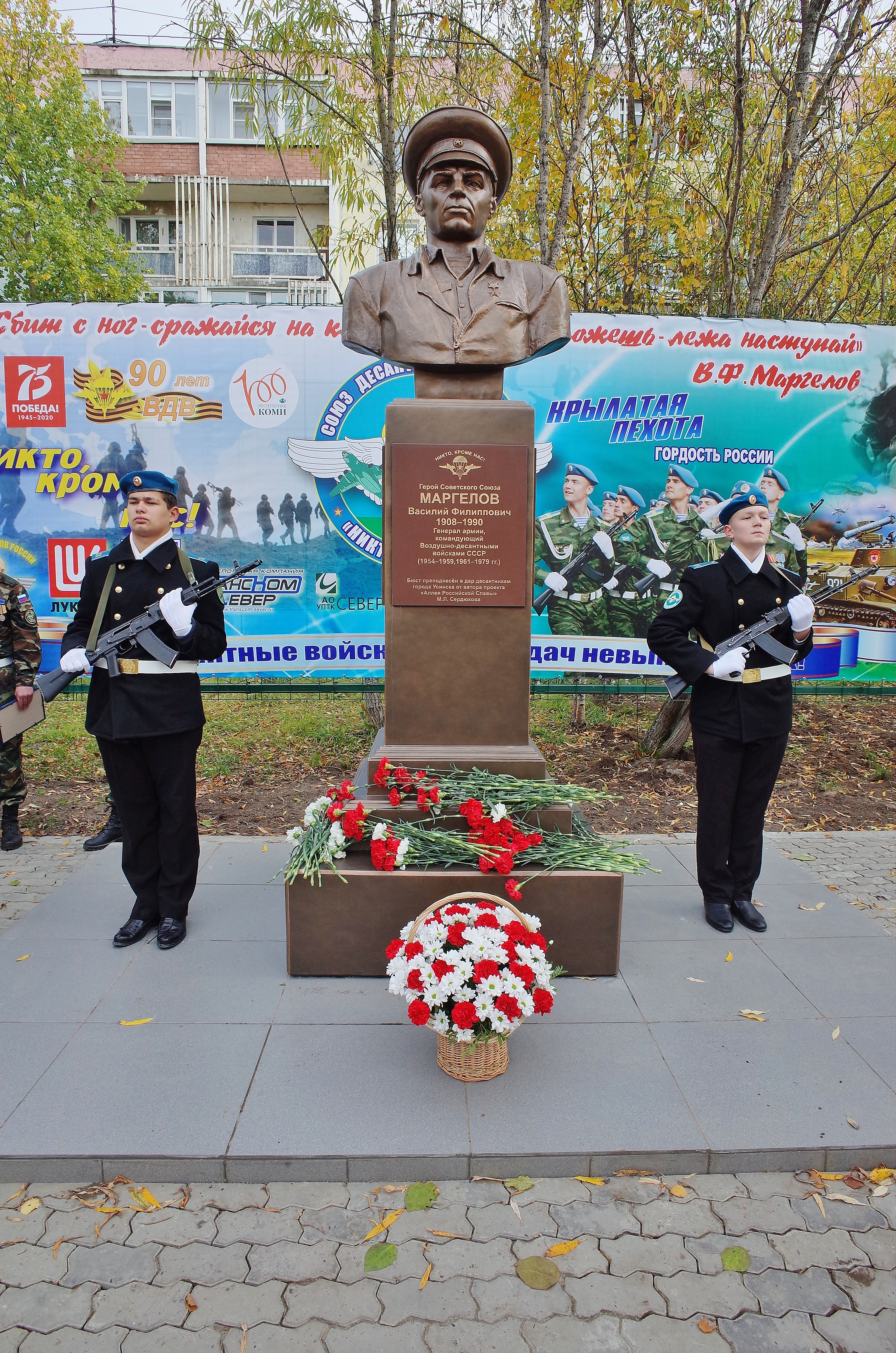
Памятник В.Ф. Маргелову в г. Усинске, Республика Коми установлен по инициативе правления МОО СВДВ "Союз десантников Усинска"
Бюст Маргелову в Ангарске
Бюст Маргелову в Шелехове
Бюст Маргелову в Усолье-Сибирском

### Хронология открытия
2 августа 2000 года в Днепропетровске (ныне — город Днепр) установлен памятник Василию Маргелову. Памятник расположен на городской набережной.
- 21 февраля 2010 года в Херсоне установлен бюст Василия Маргелова. Бюст генерала расположен в центре города возле Дворца молодёжи на улице Перекопской[34].
- 5 июня 2010 года в Кишинёве, столице Молдавии, был открыт памятник основателю Воздушно-десантных войск (ВДВ). Монумент был сооружён на средства бывших десантников, проживающих в Молдавии[35].
- 11 сентября 2013 года железобетонный памятник Герою Советского Союза установлен в Краснодарской школе № 6. Школа носит имя В. Ф. Маргелова, там же есть и музей ВДВ.
- 4 ноября 2013 года памятный монумент Маргелову открыт в парке Победы в Нижнем Новгороде[36].
- В 2013 году открыт бюст В. Ф. Маргелову у здания гимназии в Речице. Открыт музей истории воздушно-десантных войск и подразделений специального назначения имени В. Ф. Маргелова в Речице.
- Памятник Василию Филипповичу, эскиз которого сделан с известной фотографии из дивизионной газеты, на которой он, назначенный комдивом 76-й гв. вдд, готовится к первому прыжку, установлен перед штабом 95-й отдельной аэромобильной бригады (Украина).
- 8 октября 2014 года в Бендерах (Приднестровье) был открыт мемориальный комплекс, посвящённый основателю воздушно-десантных войск СССР, Герою Советского Союза, генералу армии Василию Маргелову. Комплекс расположен на территории сквера у городского Дома культуры[37].
- 7 мая 2014 года на территории Мемориала памяти и славы в Назрани (Ингушетия, Россия) открыт памятник Василию Маргелову[38].
- 8 июня 2014 года, в рамках празднования 230-летия со дня основания Симферополя, была торжественно открыта аллея Славы и бюст Героя Советского Союза, генерала армии, командующего воздушно-десантными войсками Василия Маргелова[39].
- 27 декабря 2014 года, в день рождения Василия Маргелова, в Саратове на аллее казачьей Славы МОУ «СОШ № 43» был установлен памятный бюст.
- 25 апреля 2015 года в Таганроге в центре города, в историческом сквере «У шлагбаума», был торжественно открыт бюст Василия Маргелова[40][41].
- 23 апреля 2015 года в Славянске-на-Кубани (Краснодарский край, Россия) был открыт бюст генерала ВДВ В. Ф. Маргелова[42].
- 12 июня 2015 года открыт памятник генералу Василию Маргелову в Ярославле у штаба Ярославской области областной детско-молодёжной военно-патриотической общественной организации «ДЕСАНТНИК» имени гвардии сержанта ВДВ Леонида Палачёва.
- 18 июля 2015 года в Донецке был открыт бюст командующему, принимавшему участие в освобождении города в годы ВОВ.
- 1 августа 2015 года открыт памятник генералу Василию Маргелову в Ярославле в преддверии 85-летия создания ВДВ.
- 12 сентября 2015 года открыт памятник Василию Маргелову в городе Красноперекопске (Крым).
- В Бронницах установлен памятник В. Ф. Маргелову.
- 2 августа 2016 года были открыты памятник В. Ф. Маргелову в городе Старый Оскол Белгородской области, бюсты[43] в Петрозаводске[44], Алатыре (Чувашия)[45], Ангарске и Черемхово[46]; также в этот день открыт мемориал в городе Рыбинск Ярославской области[47].
- 4 ноября 2016 года в центре Екатеринбурга установили бронзовый памятник высотой более двух метров[48].
- 26 сентября 2016 года в парке по ул. Энергетиков в городе Сургуте открыт памятник генералу армии Маргелову В. Ф.
- 2016 год — бюст установлен в парке Победы в городе Белореченске Краснодарского края.
- 19 апреля 2017 года во Владикавказе на Аллее Славы установлен бюст советскому военачальнику.
- 30 июня 2017 года в городе Холм Новгородской области[49].
- 1 августа 2017 года открыт памятник на территории МАОУ «СОШ № 12 имени В. Ф. Маргелова» город Кунгур, Пермский край.
- 27 декабря 2017 года открыт бюст на территории 56-й отдельной гвардейской десантно-штурмовой бригады в Камышине[50].
- 1 августа 2018 года в Москве открыт памятник на пересечении улицы Маргелова и улицы Бориса Петровского.
- 2 августа 2019 года в Коврове открыт бюст около дома 14/4 по проезду Восточному.
- В ноябре 2019 года бюст открыт в селе Высоцком Петровского района Ставропольского края.
- 30 июля в преддверии празднования 90-летия образования Воздушно-десантных войск в Тольятти открылось сразу два бюста.
- 19 сентября 2020 года в честь 90-летия образования ВДВ России и 5-летию создания МОО СВДВ «Союза десантников Усинска» открыт памятник в городе Усинск .
- В 2020 году установлен бронзовый бюст в Кирове[51].
- 2 августа 2020 года в центральном сквере г. Малоярославец Калужской области открыт памятник Василию Филипповичу Маргелову.
- В Витебске есть памятник Десантникам всех поколений, где выбиты два барельефа — В. Маргелова и его заместителя И. Лисова.
- В 2020 году под Новополоцком открыт памятник-бюст В. Маргелову.
- Средней школе № 45 в г. Витебске присвоено имя В. Маргелова. На здании школы размещён мурал, посвящённый Герою.
- 20 декабря 2022 года районной гимназии в Речице Гомельской области присвоено имя В. Маргелова. На здании школы открыта памятная табличка[52][53]. Одна из экспозиций в музее посвящена В. Маргелову.
- 25 декабря 2023 года средней школе № 15 в Новополоцке (Беларусь) присвоено имя Героя Советского Союза Василия Маргелова[54][55]. Одна из школьных экспозиций в музее посвящена В. Маргелову. Установлен бюст В. Маргелова в здании школы.

### Именования
Имя В. Ф. Маргелова носят:
- Рязанское высшее воздушно-десантное командное училище;
- Кафедра ВДВ Общевойсковой академии Вооружённых Сил Российской Федерации;
- Нижегородский кадетский корпус имени генерала армии Маргелова (НКК);
- МБОУ «СОШ № 27», г. Симферополь[56].
- МБОУ «СОШ № 6», г. Краснодар[57].
- МАОУ «СОШ № 12», г. Кунгур[58].
- МОУ «Лицей № 25», г. Саранск[59].
- МБОУ «СОШ № 18», г. Псков[60].
- Улицы в Москве[61], Западной Лице (Ленинградская область), Омске, Пскове, Таганроге, Туле, Ставрополе, Костроме[62], Улан-Удэ и пограничном посёлке Наушки (Бурятия), проспект и парк в Заволжском районе Ульяновска, площадь в Рязани, скверы в Санкт-Петербурге, в Белогорске (Амурская область). В Москве Проектируемый проезд № 6367 переименован в улицу Маргелова 24 сентября 2013 года. В честь 105-й годовщины со дня рождения Василия Филипповича на новой улице открыли мемориальную доску[63].
- Улицы в Минске и Витебске. В Витебске память В. Ф. Маргелова увековечили 25 июня 2010 года. Витебский городской исполнительный комитет весной 2010 года утвердил ходатайство ветеранов ВДВ Республики Беларусь и Российской Федерации назвать улицу, соединяющую улицу Чкалова и проспект Победы, именем генерала Маргелова. В канун Дня города на ул. Генерала Маргелова был сдан в эксплуатацию новый дом, на котором установлена мемориальная доска, которую открыли его сыновья[64].
- Площадь имени Василия Маргелова в Костюковичи.
- В 2019 году в память о Шлиссельбургском десанте и в связи со 110-й годовщиной со дня рождения генерала Маргелова его имя получила улица в муниципальном образовании Синявинское городское поселение Кировского района Ленинградской области[65].
- ГУО «Средняя школа № 45», г. Витебск (Беларусь)[66]. На здании школы размещён мурал, посвящённый Герою.
- ГУО «Речицкая районная гимназия имени В. Ф. Маргелова»[53] и Музей истории воздушно-десантных войск и подразделений специального назначения имени В. Ф. Маргелова в Речице (Беларусь)[52].
- ГУО «Средняя школа № 15 имени В. Ф. Маргелова», Новополоцк (Беларусь)[55].
- Остановочный пункт транспорта общего пользования в городе Минске (2024), (бел. «Марге́лава» (рус. «Марге́лова»)[67].

### В искусстве
- В годы Великой Отечественной войны в дивизии В. Маргелова была сложена песня[10], один куплет из неё:

Песня славит Сокола

Храброго и смелого…

Близко ли, далёко ли

Шли полки Маргелова.

Любимой же песней самого В. Ф. Маргелова была «Волховская застольная».
- В 2008 году, при поддержке правительства Москвы, режиссёром Олегом Штромом снят восьмисерийный сериал «Десантный батя», главную роль в котором сыграл Михаил Жигалов.
- Ансамблем «Голубые береты» была записана песня, посвящённая В. Ф. Маргелову, оценивающая современное состояние ВДВ, после его ухода с поста командующего, которая так и называется «Прости нас, Василий Филиппович!». Вторая песня, посвящённая В. Ф. Маргелову, называется «А дяди Васины войска!».
- Песня ветерана полка Н. Ф. Орлова:

| Отряд Маргелова рванулся на каналы. Он рукопашный бой ведёт, |
| ------------------------------------------------------------ |

### Прочее
- На Сумском ликёро-водочном заводе «Горобина» выпускается мемориальная водка «Маргеловская». Крепость — 48 %, в рецептуре — спирт, гранатовый сок, чёрный перец.
- В честь столетия со дня рождения Командующего 2008 год был объявлен в ВДВ годом В. Маргелова[68].

|                                 |                                   |                                    |
| Медаль «Генерал армии Маргелов» | Медаль «70 лет создания ВДВ СССР» | Почтовая карточка России, 2008 год |